# 格伦戴尔

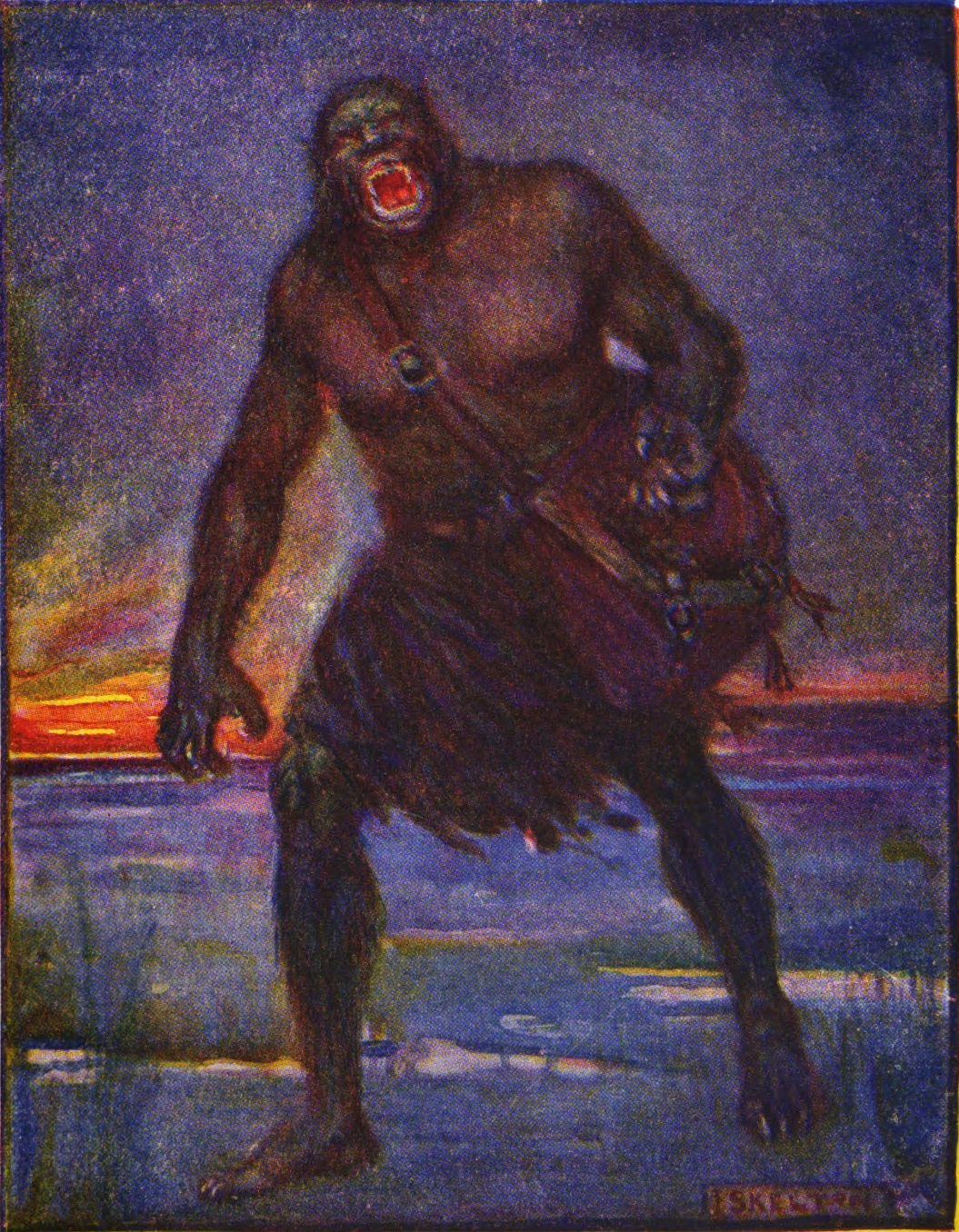
1908格兰德尔画像

格伦戴尔（Grendel），或译为格兰德尔，是8世纪英国史诗《贝武夫》中记述的怪物。本身词有研磨者（grinder）的意思，其字源来自「grund」即水底和湖底的意思。而《貝奧武夫》本身记述英雄貝奧武夫大战格兰德尔与其母亲。

## 样貌形象
格兰德尔样貌似人形，头发长，穿着龙皮手套，经常在晚上行动。体格高大，眼神带邪气，力气大善于肉搏，会吃人。

## 流行文化
真女神转生
恶魔召唤师
勇者斗恶龙
最终幻想8
复活邪神2
战狼
雄鹿殿的遗产
貝奧武夫的子孙